# Vila Isabel Futebol Clube
Villa Isabel Football Club foi uma agremiação esportiva da cidade do Rio de Janeiro, capital do estado do Rio de Janeiro, fundada a 2 de maio de 1912. Suas cores eram preto e branco.

## História

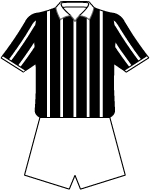
Uniforme do Vila Isabel

O Villa Isabel Football Club, historicamente também conhecido como Club do Boulevard,  foi um time da classe operária.
Era sediado no bairro homônimo, na zona norte do Rio de Janeiro. Usou  a Praça 7 de março (hoje Praça Barão de Drummond) em alguns jogos e durante a disputa da elite carioca, o Jardim Zoológico de Vila Isabel (hoje Recanto do Trovador), a 800 metros da Praça 7 de março.
Foi o Villa Isabel que realizou o primeiro jogo noturno da América Latina, em 1914.

## Títulos

### Estaduais
- Campeonato Carioca de Futebol - Série A2: 1921;
- Campeonato Carioca de Futebol - Série B1: 1914;
- Campeão Carioca de 2°s quadros da Terceira Divisão: 1914;
- Campeão Carioca de 3°s quadros: 1924;

## Histórico em competições oficiais

### Campeonato Carioca 1ª Divisão da Série B
| Ano  | Posição |  |
| ---- | ------- |  |
| 1917 | 10º     |  |
| 1918 | 9º      |  |
| 1919 | 7º      |  |
| 1920 | 8º      |  |
| 1921 | 1º      |  |
| 1922 | 2º      |  |
| 1923 | 1º      |  |

Jogos do Villa Isabel: http://futpedia.globo.com/vila-isabel-rj/jogos
http://linguasoltafc.blogspot.com/

### Campeonato Carioca 3ª Divisão
| Ano  | Posição |
| ---- | ------- |
| 1914 | 1º      |

### Torneio Inicio
| Ano  | Posição | Ano  | Posição |
| ---- | ------- | ---- | ------- |
| 1918 | 8º      | 1923 | 5º      |
| 1919 | 6º      | 1926 | 9º      |
| 1920 | 9º      | 1927 | 9º      |
| 1921 | 9º      | 1928 | 9º      |
| 1922 | 6º      | x    | x       |

## Símbolos

### Uniforme
O Villa Isabel usou dois uniformes distintos em sua história. O primeiro, todo branco, tinha uma bola de futebol com as iniciais V.I.F.C. no centro da camisa, com raios negros saindo desta e, por conta disso, o clube era conhecido como o "Raio de Sol". Na década de 20, o clube altera seu uniforme para camisa preta com finas listras verticais brancas, calções brancos e meias pretas.

## Clubes homônimos
Existe atualmente, desde 1950, um clube social chamado Associação Atlética Vila Isabel, com escudo muito similiar ao do Villa Isabel Football Club, apenas com cores diferentes. Tal clube, porém, não guarda relação alguma com o extinto Villa Isabel F.C.

## Fonte
- VIANA, Eduardo. Implantação do futebol Profissional no Estado do Rio de Janeiro. Rio de Janeiro: Editora Cátedra, s/d.